# Daniel Schneider (Politiker, 1825)
Daniel Schneider auch Schneider-Dettwiler (* 16. November 1825 in Langenbruck; † 3. Januar 1910 ebenda), reformiert, heimatberechtigt in Langenbruck, war ein Schweizer Politiker (Revisionisten).

## Leben
Daniel Schneider, Sohn des Landwirts Johann Jakob Schneider und der Salome geborene Dettwiler, widmete sich nach Schulbesuchen in Langenbruck und Waldenburg, gefolgt von einem Welschlandjahr, einer Lehrerausbildung am Seminar Kreuzlingen, die er mit dem Erwerb des Primarlehrerpatents abschloss. Schneider bekleidete in der Folge Lehrerstellen seit 1846 in Ramlinsburg, anschliessend seit 1847 bis zu seiner Dienstquittierung 1863 in Langenbruck. 
Daniel Schneider schloss sich 1860 der Revi-Bewegung Christoph Rolles an, gehörte in unmittelbarer Folge von 1861 bis 1863 dem Verfassungsrat, 1863 dem Landrat und von 1863 bis 1866 in der Funktion des Erziehungsdirektors der Regierung Rolles an. Im Anschluss wurde Schneider das Amt des Statthalters des Bezirkes Waldenburg, 1887 das des Oberrichters übertragen, das er nach kurzer Wirkungsdauer aus gesundheitlichen Gründen zurücklegte. Schneider – er heiratete 1850 die Langenbruckerin Julie geborene Dettwiler- verstarb 1910 im Alter von 84 Jahren.
Schneider – er führte in seiner Zeit als Erziehungsdirektor die Rekrutenprüfungen ein – hatte massgeblichen Anteil an der Gründung der Basellandschaftlichen Kantonalbank und am Bau der Waldenburgerbahn. In den Jahren 1846 bis 1860 befasste Schneider sich mit der Heimatkunde von Langenbruck, 1935 erschien im Lüdin Verlag sein mit Albert Schneider verfasstes Werk Langenbruck, Passdorf und Kurort am obern Hauenstein in alten und neuen Tagen: Eine Chronik.